# Tempodrom
Tempodrom är en multifunktionsarena i stadsdelen Kreuzberg i Berlin. Arenabygget påbörjades den 21 maj 2000 och arenan invigdes den 1 december 2001. I arenan anordnas bland annat konserter, galor och sportevenemang. På bottenvåningen ligger Liquidrom sauna och spa. 

## Bildgalleri

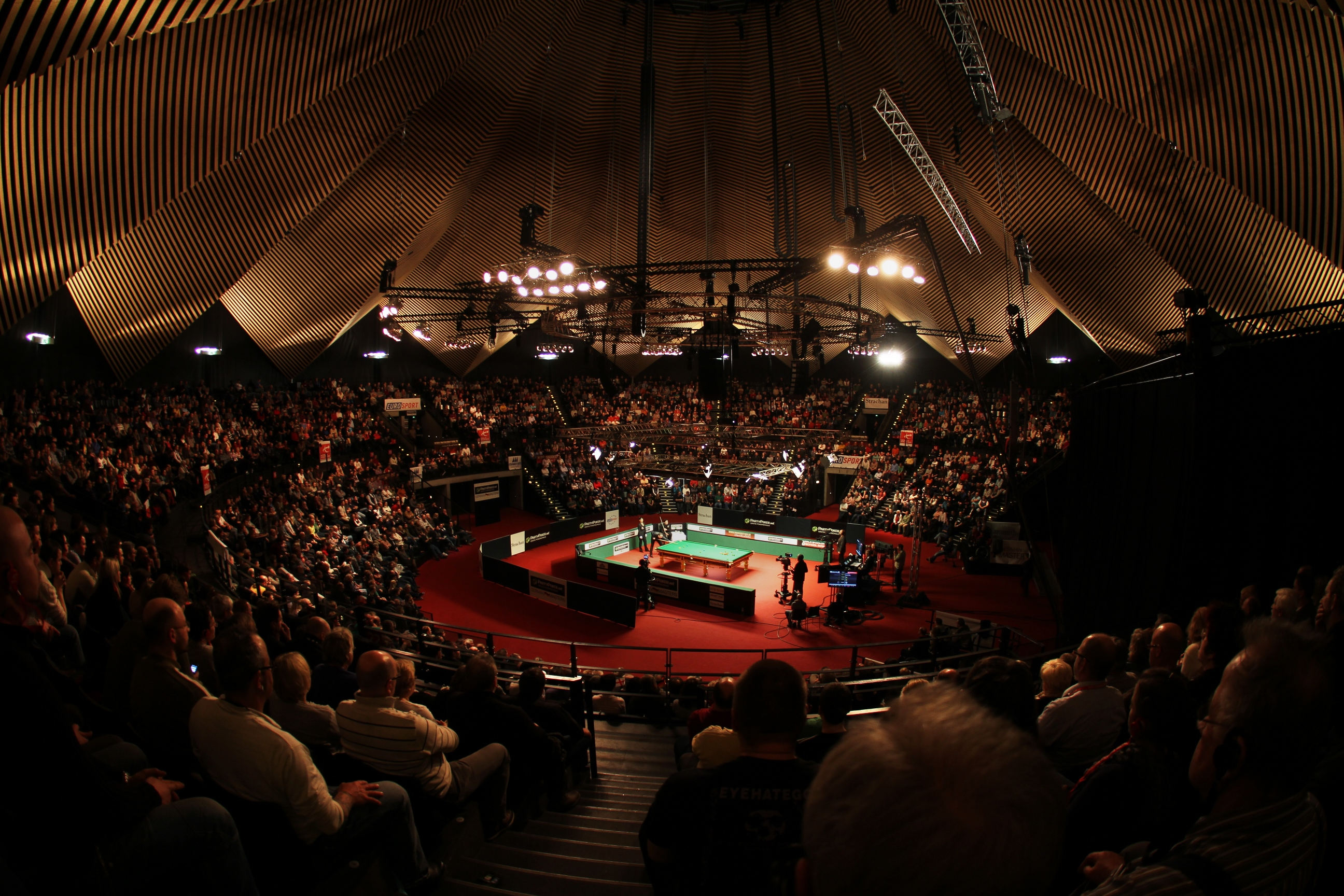
German Masters
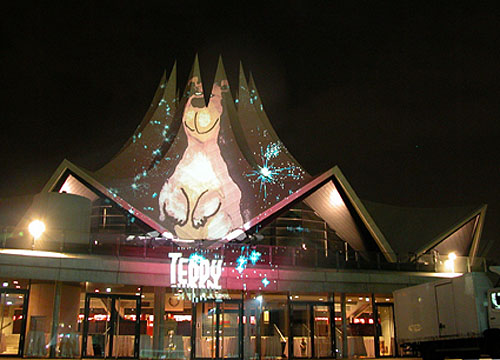
Teddy Award filmpris
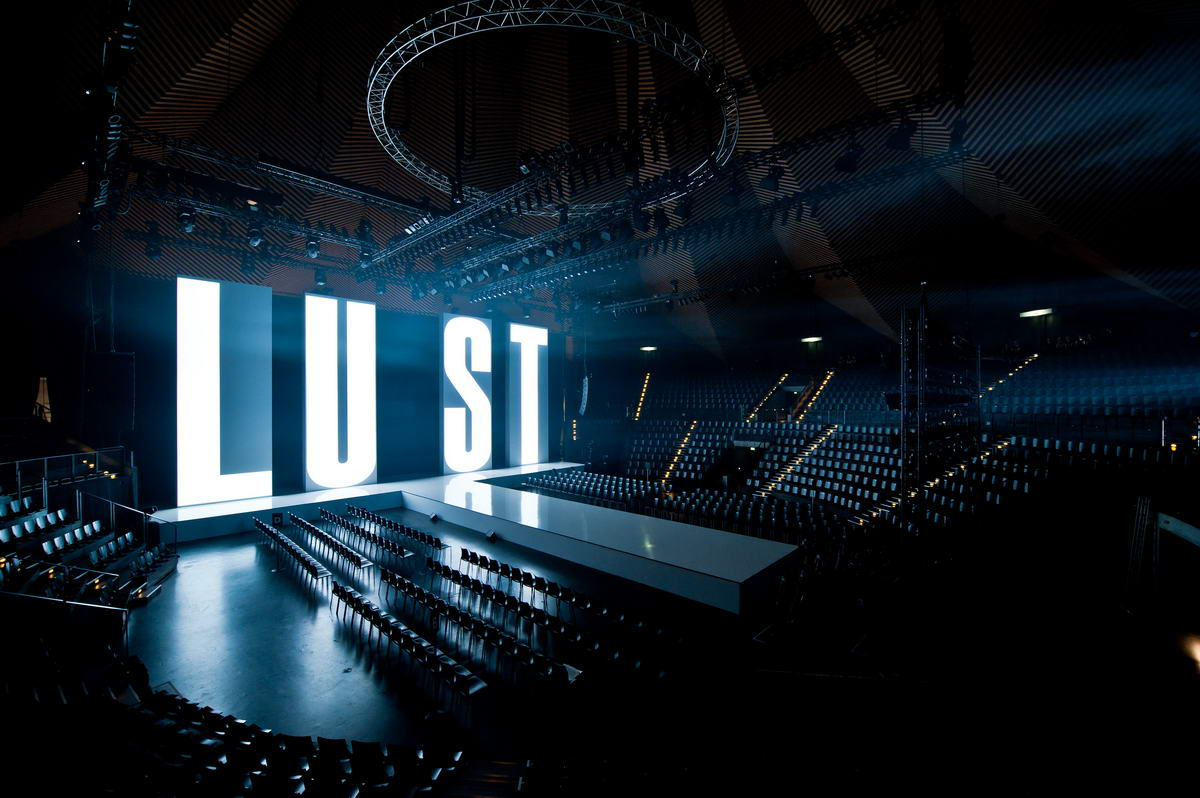
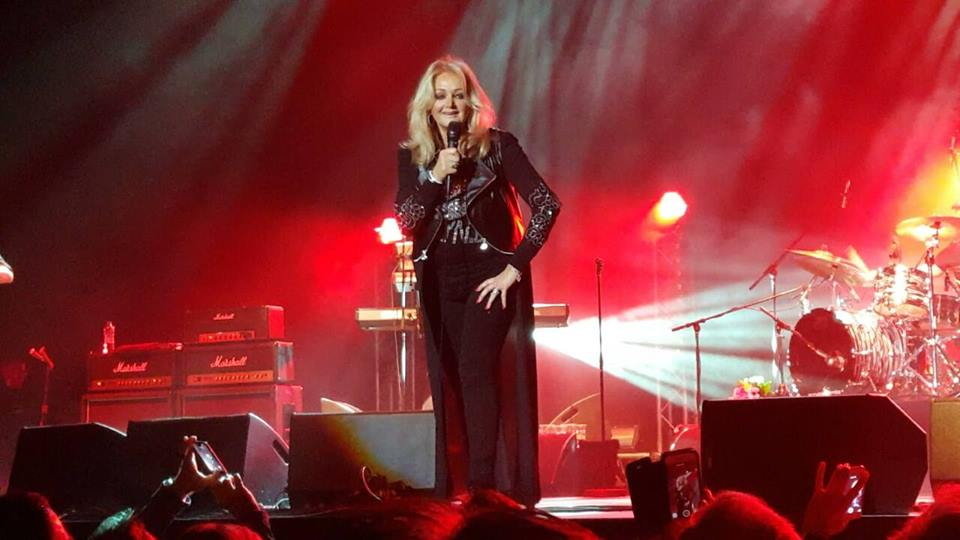
Bonnie Tyler